# نظيرات القشريات
نظيرات القشريات (الاسم العلمي: †Paracrustacea) هي مجموعة مقترحة منقرضة من مفصليات الأرجل تتبع فوق طائفة منشقات التفرع الأولية

## التصنيف
- طائفة †نظيرات القشريات
  - رتبة †الأوداريات
    - فصيلة †الأودارات
      - جنس †الأودارية

  - رتبة †غشائيات القحفة
    - فصيلة †درعيات كندا
      - جنس †درعية كندا